# Chester (Pennsylvania)
Chester ist eine City in Delaware County im US-amerikanischen Bundesstaat Pennsylvania. Das U.S. Census Bureau hat bei der Volkszählung 2020 eine Einwohnerzahl von 32.605 ermittelt. Die Stadt liegt direkt am Delaware River zwischen den Städten Philadelphia und Wilmington.
Chester gehört zur Metropolregion Philadelphia, dem sogenannten Delaware Valley.
In Chester liegt die fiktionale „Dupont University“ in Tom Wolfes Roman „I am Charlotte Simmons“.

## Geschichte
Chester war zur Zeit seiner Gründung Teil der schwedischen Kolonie Neuschweden. Die Siedler, die sich als erste in Chester niederließen, nannten die Stadt Finlandia, später dann Upland. Das Fort Mecoponacka wurde 1641 errichtet, um die Siedler in Upland und Umgebung verteidigen zu können.
Am 27. Oktober 1682 kam William Penn, der Gründer der englischen Kolonie Pennsylvania, nach Upland. Er nannte die Stadt in Chester um, nach dem Vorbild der gleichnamigen englischen Stadt.
Chester wurde Hauptsitz des Chester Countys und ab 1789 Hauptstadt des neugeschaffenen Delaware Countys. Der Hauptsitz wanderte aber 1851 nach Media. Das historische Sitzungshaus steht unweit des heutigen Rathauses der Stadt.
Im Amerikanischen Bürgerkrieg unterstützte Chester die Nordstaaten mit seiner Werft. Bis nach dem Zweiten Weltkrieg war Chester einer der wichtigsten Werftstützpunkte. Bis 1990 wurden weiterhin Schiffe in der Stadt gebaut. Zwei Schiffe der US Navy bekamen den Namen USS Chester verliehen, zu Ehren der Stadt.
Anfang 2017 kam es zu 7 Schießereien in Delaware County. Alle fanden in Chester statt. Zuletzt gab es zwei Schießereien binnen 48 Stunden – am 3. und 5. Februar 2017. Dies führte zu großem Aufsehen, weil es in einer Kleinstadt in dieser Menge als ungewöhnlich gilt.

## Geographie
Chester grenzt an (im Uhrzeigersinn von Südwest nach Nordost) Trainer Borough, Upper Chichester Township, Chester Township, Upland Borough, Parkside Borough, Ridley Township und an Eddystone Borough. Auf der anderen Seite des Delaware Rivers liegt Gloucester County, New Jersey.
Die Stadt hat eine Gesamtfläche von 15,6 km², welche sich auf 12,6 km² Landfläche und 3,0 km² Wasserfläche aufteilt.

## Bevölkerung
Zum Census 2010 hatte die Stadt 33.792 Einwohner. 17,2 % der Gesamtbevölkerung waren Weiße, 74,7 % Schwarze, 0,4 % amerikanische Ureinwohner, 0,6 % asiatischstämmige Amerikaner, 3,9 % gehörten anderen Rassen und 3,0 % zwei oder mehr Rassen an. 9,0 % waren Hispanics oder Latinos.

## Wirtschaft
Nach dem Verlust der Schiffsproduktion und Automobilindustrie in den 1960er Jahren sank die Zahl der Einwohner in erheblichem Maße, 1950 waren es 66.039 gewesen, 1960 63.658, 2000 nur noch 36.854. Armut und Kriminalität nahmen zu, und 1995 stand die Stadt auf der Liste mit den Orten, die erhebliche finanzielle Probleme haben.
In den folgenden Jahren wurde Chester Teil von Pennsylvanias Opportunity Zone (KOZ) Program, in dem es Firmen durch Steuervergünstigen und rechtliche Vorteile leichter gemacht wurde, sich anzusiedeln. Exelon modernisierte und setzte das Elektrizitätswerk von Chester wieder in Betrieb, welches 1918 gebaut worden war. Weitere Firmen wie das Softwareunternehmen AdminServer und Sun Shipbuilding siedelten sich in Chester an. 2005 wurde Harrah’s Casino and Racetrack gebaut, welches Trabrennsport veranstaltet und Glücksspiel anbietet.

## Verwaltung
Chester hat einen Bürgermeister und einen Stadtrat. Alle vier Jahre werden diese neu gewählt.

## Bildung
Die öffentlichen Schulen in Chester werden von dem Chester-Upland School District betreut.
Es gibt zwei Colleges in der Stadt. Einmal die Widener University, welches früher das Pennsylvania Military College war, und das Sleeper’s College, eine Berufsschule für „Büro- und kaufmännischene Ausbildung“, welches im Jahre 1910 gegründet wurde.

## Sport
Seit dem Jahr 2010 bestreitet das MLS-Franchise Philadelphia Union seine Heimspiele in Chester.
Union trägt seine Heimspiele im Subaru Park aus, einem Fußballstadion an der Commodore Barry Bridge, das ein Gesamtfassungsvermögen von 18.500 Zuschauern hat. Independence spielt im Leslie Quick Stadium, welches auf dem Gelände der Widener University liegt.

## Söhne und Töchter der Stadt
Folgende Personen sind in Chester geboren oder haben dort einen großen Teil ihres Lebens verbracht:
- Marcus Belgrave (1936–2015), Jazzmusiker
- George Campbell (* 2001), Fußballspieler
- Fred Draper (1925–1999), Schauspieler
- Tyreke Evans (* 1989), Basketballspieler
- James Henry Gorbey (1920–1977), Jurist und Politiker
- Bill Haley (1925–1981), Sänger
- Hubert R. Harmon (1892–1957), Generalleutnant der United States Air Force
- Rondae Hollis-Jefferson (* 1995), Basketballspieler
- Derrick Jones Jr. (* 1997), Basketballspieler
- Jack Klotz (1932–2020), American-Football-Spieler
- Clarence Larkin (1850–1924), Baptistenpastor und Bibellehrer
- Kevin Michael (* 1985), Sänger
- Sylvanus Griswold Morley (1883–1948), Archäologe, Schrift- und Mayaforscher
- John Morton (1724–1777), einer der Gründerväter der USA
- Jameer Nelson (* 1982), Basketballspieler
- Alex North (1910–1991), Komponist
- John M. Paxton junior (* 1951), Lieutenant General des US Marine Corps
- David Dixon Porter (1813–1891), Admiral
- James W. Reese (1920–1943), Soldat der US-Army
- Joey Stefano (1968–1994), Pornodarsteller
- Avery Sunshine (* 1975), R&B-Musikerin
- Ethel Waters (1896–1977), Schauspielerin und Sängerin